# Parepisparis olivescens
Parepisparis olivescens är en fjärilsart som beskrevs av W. Warren 1907. Parepisparis olivescens ingår i släktet Parepisparis och familjen mätare. Inga underarter finns listade i Catalogue of Life.